# Dnevnik Pauline P. (2023.)
Dnevnik Pauline P. je film redatelja Nevena Hitreca iz 2023. u produkciji studija Jaka Produkcija, a temelji se prema istoimenom dječjem romanu, ujedno i školskoj lektiri za treći razred osnovne škole, autorice Sanje Polak.
Film se prikazao u hrvatskim kinima od 23. ožujka 2023., a od 15. kolovoza je postao dostupan i preko Netflixa, dok od lipnja 2024. je dostupan na platformi Max.
Proglašen je najgledanijim domaćim filmom u 2023. godini, s ukupno 94.015 gledatelja – 91.659 u 2023. i dodatnih 2.356 u 2024. godini.

## Radnja
Film prati Paulinu P., samouvjerenu i duhovitu učenicu 3.c razreda. Ona je individualac koji uvijek govori svoje mišljenje i pronalazi rješenja. Njezin život ispunjen je školskim i obiteljskim događajima te duhovitim kritikama stvarnosti. Dolazak nove učenice poljulja njezinu reputaciju, ali na kraju shvaća da su slične. Paulina također pokušava pomiriti roditelje uz pomoć novog učitelja.

## Uloge

### Glavni likovi
| Glumac/ica             | Lik        |
| ---------------------- | ---------- |
| Katja Matković         | Paulina P. |
| Borko Perić            | Učitelj    |
| Judita Franković Brdar | Mama       |
| Igor Kovač             | Tata       |
| Aria Dunda             | Ana        |
| Ramona Ivanda          | Nikolina   |
| Jakov Švarc            | Ratko      |
| Tom Rushaidat          | Luka       |
| Darin Pavišić          | Ivan       |
| Ksenija Marinković     | Baka       |
| Vinko Kraljević        | Deda 1     |
| Dražen Kuhn            | Deda 2     |

### Ostali likovi
| Glumac/ica                | Lik                        |
| ------------------------- | -------------------------- |
| Iskra Jirsak              | Učiteljica                 |
| Draško Zidar              | Maler                      |
| Luka Petrušić             | Vodoinstalater             |
| Ljiljana Bogojević        | Čistačica / Voditeljica    |
| Anđelko Petric            | Domar / Voditelj           |
| Nikša Butijer             | Zapušteni striček          |
| Slavica Knežević-Torjanac | Učiteljeva mama            |
| Areta Ćurković            | Vozačica tramvaja          |
| Helena Buljan             | Bakica u parku             |
| Dušan Gojić               | Dedek u parku              |
| Alen Šalinović            | Taksist                    |
| Petar Atanasoski          | Dostavljač pizze           |
| Deni Brižić               | Susjed doktor              |
| Josip Brakus              | Skinhead                   |
| Domagoj Brekalo           | Putnik u tramvaju          |
| Dino More                 | Bauštelac                  |
| Kristijan Šoban           | Bauštelac 2                |
| Ivan Drmić                | Putnik u tramvaju          |
| Ištvan Filaković          | Taxi Dispečer              |
| Luka Grubišić-Ćabo        | Glas u tramvaju            |
| Pia Ostović               | Četvrtašica                |
| Vigo Vlajić               | Ratko 2                    |
| Dan Hitrec                | Dečko u kafiću             |
| Veronika Priselac         | Učenica 4. razreda         |
| Irma Perić                | Prolaznica                 |
| Olga Herceg               | Djevojka u kafiću          |
| Elma Maja Petričević      | Klizačka dublerica Paulina |
| Fran Petrović             | Klizački dubler Luka       |
| Nikola Dudaš              | Dubler djeda božićnjaka    |

Paulinin razred
- Katarina Kostanić
- Zvonka Tomaš Brazzoduro
- Leonarda Ferlan
- Maša Galunić
- Tamara Špehar
- Ivana Katarina Vrdoljak
- Kaja Đurović
- Gita Varjačić
- Tia Mlinarević
- Sara Parisi
- Ilija Vujić
- Frank Šprljan
- Nikola Galunić
- Karlo Špehar
- Martin Pišlar

## Produkcija
U srpnju 2020. objavljeno je da se snima film prema knjizi "Dnevnik Pauline P.", ali najvjerojatnije zbog mjera pandemije COVID-19 je odgođeno do daljnjega. Snimanje filma službeno je započelo 18. veljače 2022., u produkciji studija Jaka produkcija uz potporu Hrvatskog audiovizualnog centra (HAVC),  HRT-a i Kreativne Europe.

## Distribucija
Premijera filma održala se 17. ožujka 2023. u osječkom kinu Urania, projekciji su se pridružili redatelj Neven Hitrec, autorica istoimene knjige Sanja Polak, producent Jure Bušić te nekoliko glumaca, te dan kasnije u zagrebačkom kinu SC. U hrvatska kina 23. ožujka kreće s distribucijom. Film je distribuiran 2024. na platformi Netflix od 15. kolovoza, na Max-u od 1. lipnja. Televizijsku premijeru imat će na kanalu HBO 4. srpnja.

## Vanjske poveznice
- Službena stranica na jakaprodukcija.hr